# Atkinson (Carolina del Nord)
Atkinson è una città degli Stati Uniti d'America situata nella Carolina del Nord, nella Contea di Pender.